# Kris ou les Champs du cœur
Pour plus de détails, voir Fiche technique et Distribution.
Kris ou les Champs du cœur (Onkel) est un film danois réalisé par Frelle Petersen (da) et sorti en 2019.

## Synopsis
Depuis qu'elle est adolescente, Kris vit dans la ferme de son oncle handicapé qu'elle aide au quotidien. Quand elle rencontre le vétérinaire Johannes et le jeune Mike, elle se rend compte de l'existence d'un monde plus grand.

## Fiche technique
- Titre : Kris ou les Champs du cœur
- Titre original : Onkel
- Réalisation : Frelle Petersen (da)
- Scénario : Frelle Petersen
- Musique : Flemming Berg
- Photographie : Frelle Petersen
- Montage : Frelle Petersen
- Production : Marco Lorenzen
- Société de production : 88miles
- Pays :  Danemark
- Genre : Drame
- Durée : 106 minutes
- Dates de sortie : 
  - Danemark : 14 novembre 2019

## Distribution
- Jette Søndergaard : Kris
- Peter Hansen Tygesen : l'oncle
- Ole Caspersen : Johannes
- Tue Frisk Petersen : Mike
- Christian Tychsen : Nabo

## Distinctions
Le film a été nommé pour quatre prix Bodil et a reçu celui du meilleur scénario. Il a également été nommé pour quatre prix Robert.